# Zelge

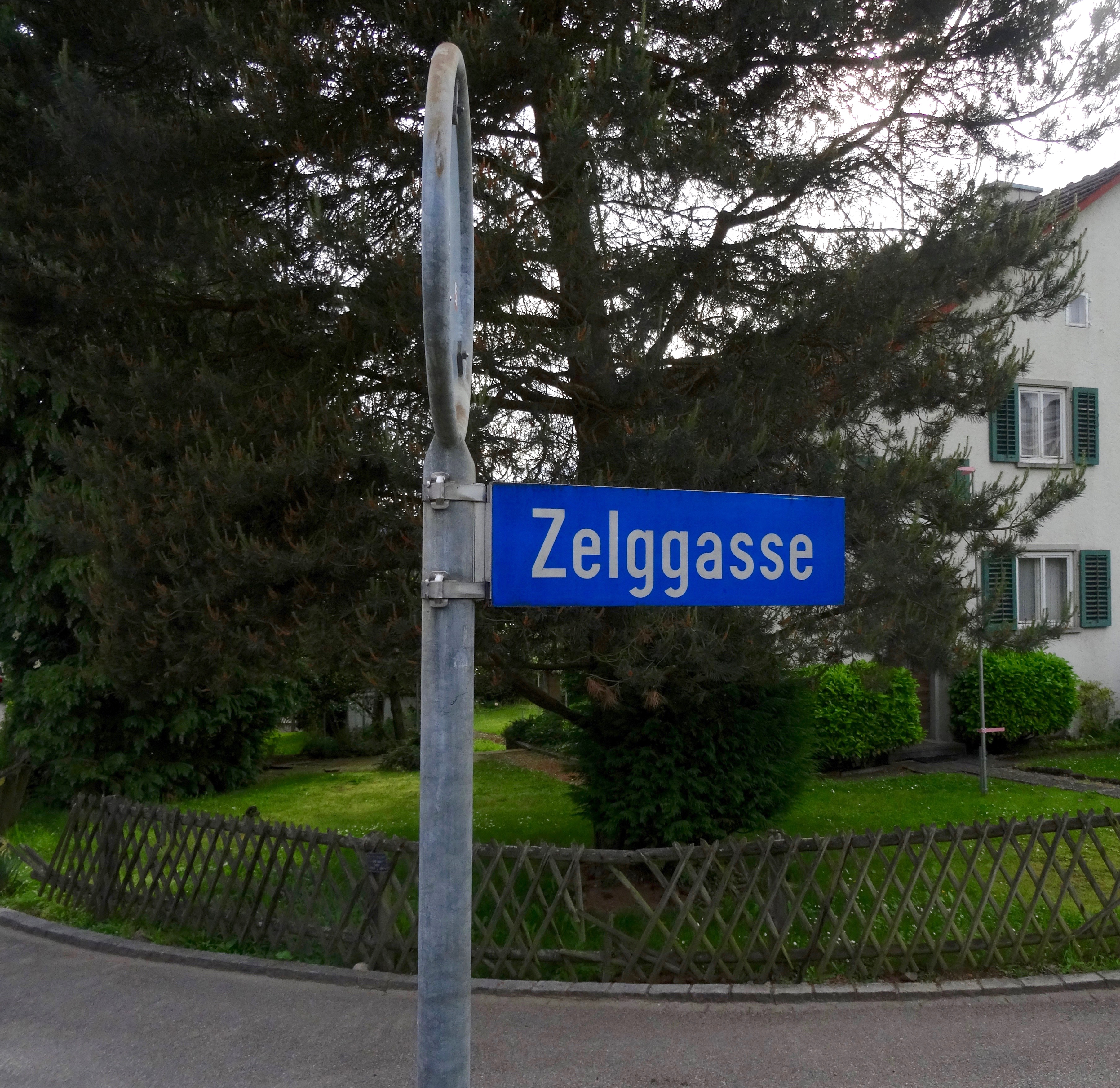
Zelggasse in Zollikon

Als Zelge oder Zelg (auch Zelch, mittelhochdeutsch zëlge ‚abgeschnittener Zweig‘; von daher besteht eine Bedeutungsübertragung wohl im Sinne von Zweig (Teil)) bezeichnete im oberdeutschen Raum zur Zeit der Dreifelderwirtschaft jedes der drei Felder, das im Turnus von drei Jahren mit Winterfrucht beziehungsweise mit Sommerfrucht bebaut wurde beziehungsweise als Brache unbebaut blieb. Nach der Aufgabe der Dreifelderwirtschaft im 18. und 19. Jahrhundert werden oder wurden in regionalem Sprachgebrauch noch die landwirtschaftlich genutzten Flurstücke so genannt. Zelgenwirtschaft bezeichnet den flurgebundenen Anbau.

## Dreifelderwirtschaft
Die mittelalterliche Dreifelderwirtschaft (Dreizelgenwirtschaft) teilte das um einen Ort liegende Wirtschaftsland in drei Zelgen (Flächen, auch Zelle, Flur oder Feld genannt)), die jeweils wechselnd mit Sommer- und Wintergetreide bebaut wurden und anschließend ein Jahr lang brach lagen (Brache). Jeder Hof des Ortes (auch Markgenosse) besaß ursprünglich auf jeder dieser drei Zelgen einen etwa gleich großen Anteil an der Ackerfläche (Gewanne). Jeder besaß durch alle drei Zelgen hindurch seinen Anteil, wodurch ein etwa gleich hoher Ertrag von jeder Fruchtart grundsätzlich gewährleistet werden sollte.
Innerhalb der jeweiligen Zelge herrschte Flurzwang. Zum Flurzwang gehörte auch, dass jeder Parzelleninhaber im Zuge der Erschließung der Zelge, soweit für alle notwendig, Land für die Feldwege für die Allgemeinheit abtreten musste. Jeder Bewirtschafter seines Teils der Zelge musste sich an die vereinbarte Fruchtfolge und an die Erntetermine halten, damit Flurschäden vermieden wurden, da innerhalb der zugeteilten Parzelle der Zelge keine Flurwege bestanden (soweit diese nicht von der und für die Allgemeinheit angelegt wurden). Vor der Aussaat und nach der Ernte wurde der Ackerboden der Zelge wieder gemeinsam genutzt.
Verstöße gegen den Flurzwang waren bis ins 19. Jahrhundert der Hauptteil der Delikte, welche die Dorfgerichte abzuhandeln hatten. Es bestanden zudem strenge Bußenregister und hohe Strafen.
Da sich in einem Dorf jede Zelge aus Parzellen zahlreicher Besitzer zusammensetzte, welche mit der gleichen Frucht bebaut wurde, mussten die Dorfbewohner in deren Bewirtschaftung zusammenarbeiten, da die Grundstücke nur teilweise durch eigene Wege erschlossen waren. Eine rationelle Bodennutzung war dabei nur bei einer gemeinschaftlichen und rücksichtsvollen Bewirtschaftung möglich. Jeder Bewirtschafter musste deshalb Einschränkungen auf sich nehmen (vgl. z. B. das Tretrecht, das Aufstreckrecht etc., damit die Felder bis an den Rand bewirtschaftet werden konnten).